# Лех Степан Васильович
Лех Степан (7 січня 1994, Клювинці — 27 січня 2025, Олександрівка) — майор Збройних Сил України.

## Біографія
Лех Степан Васильович народився 07.01.1994 р. у с. Клювинці тодішнього Гусятинського району (Чортківський район) Тернопільської області. Закінчив загальноосвітню школу І-ІІІ ступенів с.Клювинці (нині - Ліцей села Клювинці), навчався там з 2000-по 2009 рр.

### Навчання
У 2009 році він вступив до Коропецького обласного ліцею з посиленою військово-фізичною підготовкою. У 2012 році Степан закічив навчання у Коропецькому ліцею та поступив у Національну академію Державної прикордонної служби України імені Богдана Хмельницького у місті Хмельницький. Закінчивши навчання в Академії, працював в Одеській, Чернівецькій та Херсонській областях.

### Військова служба
З початком широкомасштабного вторгнення Степан без вагань став на захист Батьківщини. Був призваний по мобілізації 25 лютого 2022 року  у складі  105-ї бригади ЗСУ. За мужність та відданість військовій справі у 2024 р. йому було присвоєно звання майора. Воював на найгарячіших ділянках фронту — Харківському, Сумському та Курському напрямках . Він був командиром «Кременецької сотні». Мав 100 людей у підпорядкуванні. 
Степан Лех був офіцером відділення розвідки 105-ї бригади тероборони ЗСУ. Степан віддав своє життя за Україну 27 січня 2025 року, виконуючи бойове завдання біля населеного пункту Олександрівка Охтирського району Сумської області.   
Зі Степаном Лехом прощалися в Домі печалі 29 січня .
Чин похорону відбувся 30 січня, в Тернополі на Микулинецькому кладовищі. Матері захисника вручили «Грамоту пошани та скорботи» і прапор України.
Під час 46-ї сесії Тернопільської міської ради депутати ухвалили рішення присвоїти звання «Почесний громадянин міста Тернополя» 26 військовослужбовцям, які віддали своє життя за Україну в т.ч. Степану Леху.